# Tropfen auf heiße Steine
Tropfen auf heiße Steine (Originaltitel: Gouttes d’eau sur pierres brulantes) ist eine französische Tragödie aus dem Jahr 2000. Regie führte François Ozon, in den Hauptrollen sind Bernard Giraudeau und Malik Zidi zu sehen. Vorlage für den Film war das gleichnamige Theaterstück von Rainer Werner Fassbinder aus dem Jahr 1964.

## Handlung
Deutschland in den 1970er Jahren: In einer Großstadt wird der neunzehnjährige Franz auf der Straße vom fünfzigjährigen Léopold angesprochen und in seine Wohnung eingeladen. Obwohl Franz eigentlich mit seiner Verlobten Anna verabredet ist, kann er der Neugier und Faszination dem älteren Mann gegenüber nicht widerstehen.
Aus einer Einladung zu einem Drink wird eine homosexuelle eheähnliche Gemeinschaft. Während sich Léopold als Handlungsreisender um den Lebensunterhalt kümmert, übernimmt Franz die häuslichen Pflichten. Doch aus Leidenschaft wird alltägliche Routine. Léopold zeigt sich mehr und mehr als schlecht gelaunter Tyrann.
Während einer von Léopolds Dienstreisen taucht eines Tages Anna auf. Franz genießt ihre bedingungslose Abhängigkeit ihm gegenüber, kann sich aber nicht entschließen, Léopold zu verlassen. Als dieser zurückkommt, verfällt Anna dem Charme des älteren Mannes. Mit dem Erscheinen von Véra, einem früheren Freund von Léopold, der sich ihm zuliebe einer Geschlechtsumwandlung unterzogen hat, entsteht ein Netz der Abhängigkeiten, aus dem keiner mehr einen Ausweg findet.
Bevor das Drama seinen tragischen Höhepunkt erreicht, wird es durch eine hysterische, seltsam heitere, bizarre, fast selbst-ironische Tanzszene, bei der alle beteiligten Charaktere zur Musik von Tony Holidays Tanze Samba mit mir in einer simplen Choreographie ihr Gesäß kreisen lassen, unterbrochen. In einer weiteren Musikszene hört man Françoise Hardy auf Deutsch das Lied Träume, die bei Nacht entstehen singen.

## Hintergrund
Rainer Werner Fassbinder hat dieses Theaterstück nie zur Aufführung gebracht. Die Uraufführung fand erst drei Jahre nach seinem Tod statt. Der Film wurde von François Ozon als Kammerspiel für vier Personen in vier Akten umgesetzt. Ozon hatte zwei Varianten des Filmendes gedreht; für die endgültige Version wählte er das tragische Ende aus.

## Kritiken
„Ozon plündert sowohl Fassbinders Stück als auch die strenge Ästhetik seiner frühen Filme, siedelt dieses im bühnenartigen Dekor eines Appartements aus den späten Sechzigern an - und verfremdet gerade durch die vorgebliche Epochentreue das Drama zur Groteske. Anders als im Stück wird der Generationenkampf zwischen Fassbinder und Ozon eindeutig vom Nachgeborenen gewonnen.“

„Höchst artifizielle, hervorragend gespielte Adaption eines frühen Theaterstücks von Rainer Werner Fassbinder. Dessen stilisierte, teils grelle Künstlichkeit durchdringt der Film fern jeder Larmoyanz, um zur Trauer, Einsamkeit und Identitätslosigkeit der Menschen vorzudringen.“